# Аиоли
Аио̀ли или айоли (на френски: aïoli, съвременен провансалски: aiòli) е студен сос, направен от чесън, яйца, киселина (лимонов сок или оцет) и зехтин, на практика майонеза с чесън. Във Франция аиоли традиционно се сервира с морски дарове, рибена супа и крутони.

## Традиционни ястия с аиоли
В Прованса е и ястие, състоящо се от варени зеленчуци (картофи, моркови, боб), варена риба (обикновено треска) и твърдо сварени яйца, сервирани със сос аиоли.
Сосът е популярен и в Австралия, където с пикантните пържени картофи често се сервира аиоли за топене.

## Други видове
Варианти на аиоли са разпространи и в други части на Европа.

### Алиоли
Алиоли (от ал-и-оли, на каталонски – „чесън и олио“, МФА: [aʎi'ɔli]) е типична подправка за Валенсия и Каталония. Приготвя се чрез счукване в хаван на чесън, зехтин и сол. Различава се от провансалния аиоли по липсата на яйца.
Някои версии на соса са по-близки до чеснова майонеза, включваща яйчни жълтъци и лимонов сос, докато други версии са без яйчен жълтък и имат повече чесън. Това придава на соса пастиста текстура, като същевременно го прави по-трудоемък за приготвяне, тъй като емулсията е по-трудна за стабилизиране. Има много вариации, като добавяне на лимонов сок или други подправки. Във Франция може да включва горчица. 

### Аиладе
Аиладе е име, използвано в Южна Франция за две различни подправки. В Прованс това е винегрет с чесън, а в другите райони на страната така се нарича провансалската аиоли.